# Noyen-sur-Seine
Noyen-sur-Seine is een gemeente in het Franse departement Seine-et-Marne (regio Île-de-France) en telt 318 inwoners (1999). De plaats maakt deel uit van het arrondissement Provins.

## Geografie
De oppervlakte van Noyen-sur-Seine bedraagt 12,3 km², de bevolkingsdichtheid is 25,9 inwoners per km².
De onderstaande kaart toont de ligging van Noyen-sur-Seine met de belangrijkste infrastructuur en aangrenzende gemeenten.

## Demografie
Onderstaande figuur toont het verloop van het inwonertal (bron: INSEE-tellingen).